# Georges Mathonnet
Georges Mathonnet (4 de febrero de 1967) es un deportista francés que compitió en judo. Ganó una medalla de bronce en el Campeonato Mundial de Judo de 1991, y una medalla de plata en el Campeonato Europeo de Judo de 1992.

## Palmarés internacional
| Campeonato Mundial | Campeonato Mundial | Campeonato Mundial | Campeonato Mundial |
| Año                | Lugar              | Medalla            | Categoría          |
| ------------------ | ------------------ | ------------------ | ------------------ |
| 1991               | Barcelona (España) | Medalla de bronce  | Abierta            |
| Campeonato Europeo |                    |                    |                    |
| Año                | Lugar              | Medalla            | Categoría          |
| 1992               | París (Francia)    | Medalla de plata   | Abierta            |